# Angelókastro (ort i Grekland, Peloponnesos)
Angelókastro (Angelokastro) är en ort i Grekland.   Den ligger i prefekturen Nomós Korinthías och regionen Peloponnesos, i den sydöstra delen av landet, 70 km väster om huvudstaden Aten. Angelókastro ligger 939 meter över havet och antalet invånare är 376.
Terrängen runt Angelókastro är huvudsakligen kuperad. Angelókastro ligger uppe på en höjd. Runt Angelókastro är det ganska glesbefolkat, med 24 invånare per kvadratkilometer. Närmaste större samhälle är Sofikón, 6,8 km nordost om Angelókastro. 